# Perpetua-reeks
De Perpetua-reeks is een boekenreeks van uitgeverij Athenaeum - Polak & Van Gennep. In 2007 kwam het eerste boek in deze reeks uit. In mei 2023 is het 84e deel verschenen.
Doel van de reeks is het bijeenbrengen van de honderd beste boeken uit de wereldliteratuur. Een jury van literatuurkenners (Maarten Asscher, Kees Fens, Arnon Grunberg, Piet Gerbrandy, Hella S. Haasse en Kristien Hemmerechts) heeft de eerste tachtig delen aangewezen, waarna het publiek de laatste twintig delen mocht kiezen.
Alleen boeken van overleden auteurs kwamen in aanmerking.